# Xilarials
Les xilarials (Xylariales) són un ordre de fong de la classe de les Sordariomycetes (també coneguda com a Pyrenomycetes), subfílum Pezizomycotina, fílum Ascomycota. És l'únic ordre de la subclasse Xylariomycetidae.